# پسی۱ مار باریک
پسی۱ مار باریک یک ستاره است که در صورت فلکی مار باریک قرار دارد.